# 小行星7422
小行星7422（英語：7422）是一颗围绕太阳公转的小行星。1992年6月3日，G. J. Leonard在帕洛马山发现了此天体。
这颗小行星的绝对星等为243.7970634942341等。